# Raffaelangelo Palazzi
Raffaele Angelo Palazzi (Genova, 18 agosto 1886 – Merate, 18 ottobre 1961) è stato un vescovo cattolico e missionario italiano, primo vescovo di Hengyang (Cina).

## Biografia
Fu il fondatore delle Suore della Congregazione missionaria francescana delle figlie dell'Addolorata e uno dei principali artefici della traduzione della Bibbia in lingua cinese, insieme a padre Gabriele Allegra. Fu espulso dalla Cina nel 1950 durante il regime di Mao Tse-tung.

## Genealogia episcopale e successione apostolica
La genealogia episcopale è:
- Cardinale Guillaume d'Estouteville, O.S.B.Clun.
- Papa Sisto IV
- Papa Giulio II
- Cardinale Raffaele Riario
- Papa Leone X
- Papa Clemente VII
- Cardinale Antonio Sanseverino, O.S.Io.Hier.
- Cardinale Giovanni Michele Saraceni
- Papa Pio V
- Cardinale Innico d'Avalos d'Aragona, O.S.Iacobi
- Cardinale Scipione Gonzaga
- Patriarca Fabio Biondi
- Papa Urbano VIII
- Cardinale Cosimo de Torres
- Cardinale Francesco Maria Brancaccio
- Vescovo Miguel Juan Balaguer Camarasa, O.S.Io.Hier.
- Papa Alessandro VII
- Cardinale Neri Corsini
- Vescovo Francesco Ravizza
- Cardinale Veríssimo de Lencastre
- Arcivescovo João de Sousa
- Vescovo Álvaro de Abranches e Noronha
- Cardinale Nuno da Cunha e Ataíde
- Cardinale Tomás de Almeida
- Cardinale João Cosme da Cunha, O.R.C.
- Arcivescovo Francisco da Assunção e Brito, O.E.S.A.
- Vescovo Alexandre de Gouveia, T.O.R.
- Vescovo Caetano Pires Pereira, C.M.
- Vescovo Gioacchino Salvetti, O.F.M.Obs.
- Vescovo Lodovico Maria Besi
- Vescovo Francesco Saverio Maresca, O.F.M.
- Vescovo Luigi Celestino Spelta, O.F.M.Ref.
- Vescovo Eustachio Vito Modesto Zanoli, O.F.M.Ref.
- Vescovo Simeone Volonteri, P.I.M.E.
- Vescovo Vincenzo Epiphane Carlassare, O.F.M.Ref.
- Vescovo Giovanni Pellegrino Luigi Mondaini, O.F.M.
- Vescovo Raffaelangelo Palazzi, O.F.M.

La successione apostolica è:
- Vescovo Petronio Secundo Lacchio, O.F.M. (1940)